# Agustí Bartra
Agustí Bartra i Lleonart, né à Barcelone le 8 novembre 1908 et mort à Terrassa le 7 juillet 1982, est un poète, traducteur et professeur d'université catalan.

## Biographie
Né le 8 novembre 1908 à Barcelone, près de la Rambla, il est issu d'une famille d'agriculteurs catalans. II passe une partie de son enfance dans le quartier barcelonais du Guinardó, puis à Sabadell. Il commence à travailler dans le commerce de textile, mais s'oriente très vite vers la littérature et collabore aux revues catalanes Amic et Meridià.
Il se bat durant la guerre civile espagnole dans le camp républicain sur le front d'Aragon, mais doit s'exiler en France en 1939 lors de la Retirada.
Après avoir été incarcéré par le régime de Vichy dans les camps de concentration de Saint-Cyprien, d'Agde et d'Argelès-sur-Mer, il rejoint Roissy-en-Brie, en région parisienne. Il y rencontre d'autres républicains exilés, dont Mercè Rodoreda, Pere Calders et Anna Murià. Il épouse cette dernière.
En 1940, le couple s'exile en République dominicaine, puis à Cuba et, enfin, au Mexique où ils s'installent. Dans ce pays, Bartra fonde la revue Lletres (1944-1947). Il fait de longs séjours aux États-Unis dans les années 1950 et 1960, grâce aux bourses Guggenheim, dont une année à l'Université Yale.
En 1968, il écrit Christ aux 200 000 bras, traduit en français par Bernard Sicot, sur sa survie dans les camps de concentration en France.
En 1969, il est nommé professeur à l'Université du Maryland où il dirige la chaire Juan Ramón Jiménez de poésie hispano-américaine. Il traduit également la poésie nord-américaine en langue catalane.
En 1970, il revient en Catalogne et il s'installe à Terrassa où il se consacre à la poésie, jusqu'à son décès le 8 juillet 1982.

## Distinctions
- 1973 : Prix Carles Riba de poésie pour son œuvre Els himnes
- 1981 : Creu de Sant Jordi

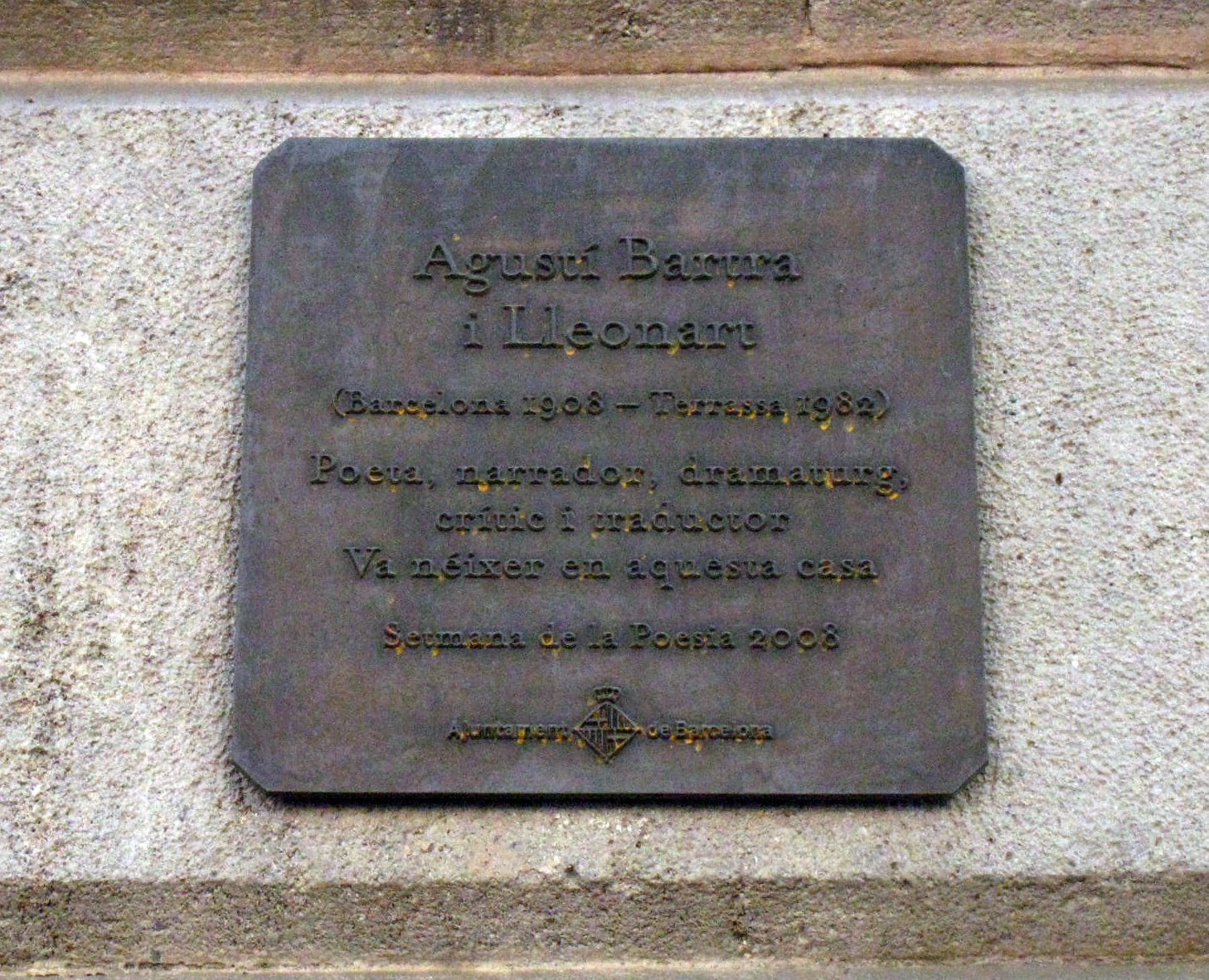
Plaque commémorative à Barcelone
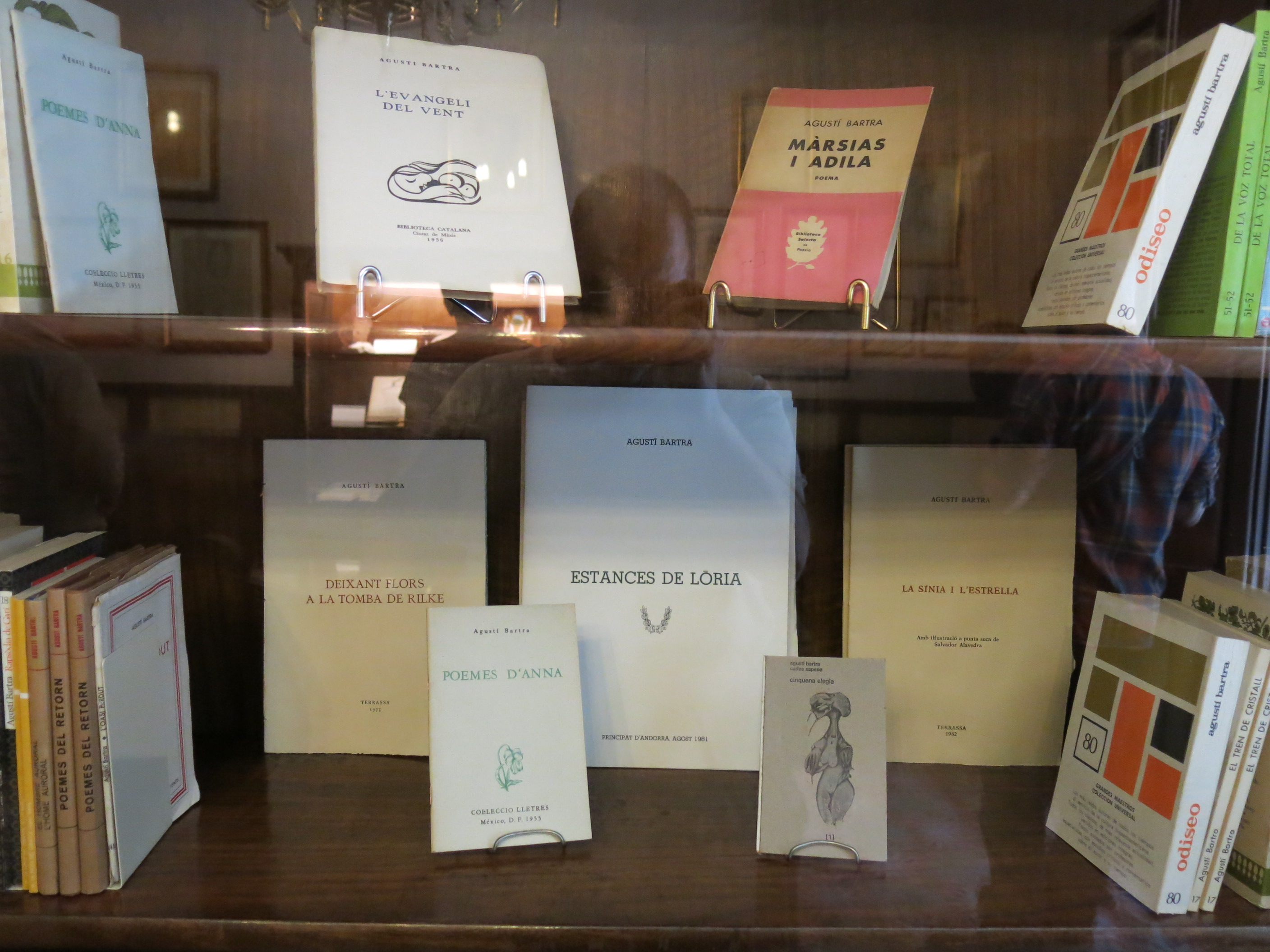
Exposition des œuvres d'Agustí Bartra à la maison Alegre de Sagrera de Terrassa